# 中式英语

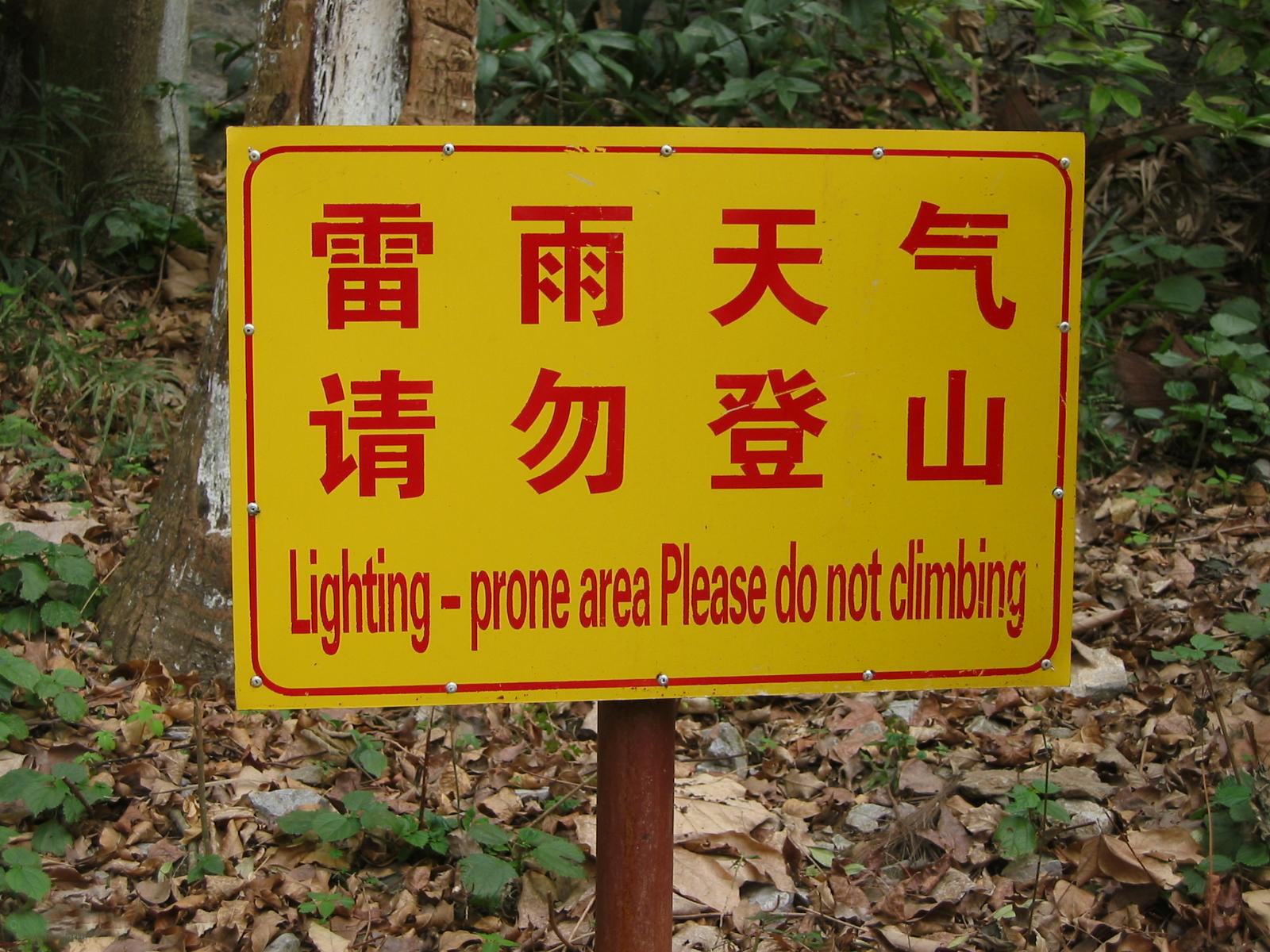
桂林一個翻譯錯誤的指示牌，其中存在翻譯和语法错误：
Lighting-prone area Please do not climbing.
應写作：Please do not climb when there is a thunderstorm.

中式英語（英語：Chinglish）是一門具有中文特色的獨特英語方言，是中国人说英语的一种形式。中式英語可以視作英語受漢語影響而產生的皮欽語 （混雜語言） 。中式英語具有一些獨特的詞彙和片語，這些內容大多是在漢語的語義上，通過合理的構詞法等法則轉換到英語的，這使得在其他英語使用者看來不知所云，但如果是華人移民或是新加坡人又能理解其義。中式英語的英文名「Chinglish」就來自Chinese和English的合寫。包括有中文拼音在内都算「Chinglish」。
中式英語有時還會具有自己的發音。比如北方人因爲母語沒有入聲，受母語影響，會包括將英語單詞末尾的-t、-k、-p等發出聲來等現象，比如：將cat（/kʰæt/）讀成/'kʰætʰɤ/。
另外，中式英語曾被認為是指带有漢語語音、語法、詞彙特色的錯誤的英語，這種英語被稱為「Chinese-Ordered English」。

## 歷史
1630年代，隨著英國商人來到中國南部經商，英語也首次出現於中國。不久之後，中式皮欽英語便在廣東的廣州流行起來。
1830年代，再隨著英國勢力的擴張，向北傳播到上海地區。隨後這種語言便以上海英租界邊界上一條小河「洋涇浜」為名，而被稱之為「洋涇浜英語」。
1950年代，中華人民共和國建國後，時任中共中央主席毛澤東在接見外賓時曾提到「paper tiger」（纸老虎）一詞，用來形容帝國主義勢力。
近些年來，隨着網絡的廣泛運用，一些漢語新詞彙陸續出現，由於中外交流已十分頻繁，而中國人的英語普及程度逐年提高，所以這些詞也就有了相應的英語形式。

## 語音
| 类型                                                                                               | 类型                                                  | 差别                      | 差别                     | 举例                            | 原因                                | 备注 |
| 类型                                                                                               | 类型                                                  | 标准英语                  | 中式英语                 | 举例                            | 原因                                | 备注 |
| -------------------------------------------------------------------------------------------------- | ----------------------------------------------------- | ------------------------- | ------------------------ | ------------------------------- | ----------------------------------- | --- |
| 闭音节开音节化                                                                                     | 塞音+/ə/                                              |                           |                          | book /bʊk/ 读成 bùke /pʊkʰə/    | 普通话无入声                        | 多见于北方，清塞音尤明显 |
| 闭音节开音节化                                                                                     | 唇音+/u/                                              |                           |                          | come /kəm/ 读成 kèmu            | 普通话无上述韵尾辅音                | 多见于北方 |
| 闭音节开音节化                                                                                     | 有咝塞擦音元音化                                      |                           |                          | arch /ɑ:tʃ/ 读成 àchi [äʈ͡ʂʰʅ]   | 普通话无上述韵尾辅音                | |
| 长短音不分                                                                                         | 长短音不分                                            | /ʌ/ 和/ɑ:/                | [ä]                      |                                 | 普通话无长短音                      | |
| 长短音不分                                                                                         | 长短音不分                                            | /ə/和/ɜ:/                 | [ɤ]                      |                                 | 普通话无长短音                      | |
| 长短音不分                                                                                         | 长短音不分                                            | /ɪ/和/i:/                 | [i]                      | beach /biːtʃ/ 讀成 bitch /pɪtʃ/ | 普通话无长短音                      | |
| 长短音不分                                                                                         | 长短音不分                                            | /ɒ/和/ɔ:/                 | [ɑu]或[ɔ]                |                                 | 普通话无长短音                      | |
| 长短音不分                                                                                         | 长短音不分                                            | /ʊ/和/u:/                 | [u]                      |                                 | 普通话无长短音                      | |
| 以汉语近似音替代                                                                                   | 舌叶音被卷舌音替代                                    | /dʒ/                      | [ʈ͡ʂ]                     |                                 | 普通话无舌叶音 只有与之相近的翘舌音 | 受方言影响 也有人读作平舌音 南方亦可能讀齦齶音 |
| 以汉语近似音替代                                                                                   | 舌叶音被卷舌音替代                                    | /tʃ/                      | [ʈ͡ʂʰ]                    |                                 | 普通话无舌叶音 只有与之相近的翘舌音 | 受方言影响 也有人读作平舌音 南方亦可能讀齦齶音 |
| 以汉语近似音替代                                                                                   | 舌叶音被卷舌音替代                                    | /ʃ/                       | [ʂ]                      |                                 | 普通话无舌叶音 只有与之相近的翘舌音 | 受方言影响 也有人读作平舌音 南方亦可能讀齦齶音 |
| 以汉语近似音替代                                                                                   | 舌叶音被卷舌音替代                                    | /ʒ/                       | [ɻ]或[ʐ]                 |                                 | 普通话无舌叶音 只有与之相近的翘舌音 | 受方言影响 也有人读作平舌音 南方亦可能讀齦齶音 |
| 以汉语近似音替代                                                                                   | 无咝擦音被有咝擦音替代                                | /θ/                       | [s]                      | three /θri:/ 讀成 /sri:/        | 普通话无无咝擦音                    | |
| 以汉语近似音替代                                                                                   | 无咝擦音被有咝擦音替代                                | /ð/                       | [z]                      | that /ðæt/ 讀成 /zæt/           | 普通话无无咝擦音                    | |
| 以汉语近似音替代                                                                                   | 清喉擦音被清软腭擦音替代                              | /h/                       | [x]                      | hi /haɪ/ 讀成/xæɪ/              | 汉语拼音中的h读[x]                  | 南方方言中有[h]音者仍發[haɪ] |
| 以汉语近似音替代                                                                                   |                                                       | /r/ [ɹʷ]                  | [ɻu]或[ʐu]               |                                 |                                     | |
| 以汉语近似音替代                                                                                   |                                                       | [v]                       | [w]                      | Veiners 讀成 Weiners            | 普通话无v                           | 也有人读作/ʋ/ |
| 以汉语近似音替代                                                                                   |                                                       | /ə/和/ɜ:/                 | [ɤ]                      | 见上                            | 普通话中的e是[ɤ]                    | |
| 以汉语近似音替代                                                                                   |                                                       | /en/和/ən/                | [en]或[ɤn]               |                                 | 普通话无/en//ən/之分                | |
| 以汉语近似音替代                                                                                   |                                                       | /æ/、/e/和/aɪ/            | [aɪ]或[æɪ]               |                                 | 普通话中常见[aɪ]，少见/æ/、/e/      | 受方言影响 也有人读作鼻化的[æ] |
| 以汉语近似音替代                                                                                   |                                                       | /ɪ/                       | [eɪ]                     | it 讀成 [eɪt]                   | 普通话中无/ɪ/                       | |
| 以汉语近似音替代                                                                                   | /l/ [ł]被替代                                         | [ł]                       | 儿化音                   | girl 讀成个儿                   | 普通话无[ł]韵尾                     | |
| 以汉语近似音替代                                                                                   | /l/ [ł]被替代                                         | [ł]                       | ao或ou                   | girl 讀成 个欧或个嗷            | 普通话无[ł]韵尾                     | |
| 以汉语近似音替代                                                                                   |                                                       | /jʊ/和/ju:/               | [iɤu]或[jɤu]             | you /ju:/ 讀成/jɤu/             | 普通话无/jʊ/和/ju:/                 | |
| 以汉语近似音替代                                                                                   |                                                       | 韵尾/m/                   | 韵尾/n/                  |                                 | 普通话中古汉语m尾已经合并至n尾      | |
| 以汉语近似音节代替                                                                                 | 齿龈塞擦音+/i/ 被 齿龈塞擦音+ei 或 龈颚塞擦音+/i/代替 | /dzi/、/tsi/、 /si/、/zi/ |                          | 字母C 讀成 "sei"                | 普通话尖团合流                      | 多见于北方 |
| 以汉语近似音节代替                                                                                 | 齿龈塞擦音+/i/ 被 齿龈塞擦音+ei 或 龈颚塞擦音+/i/代替 | /dzi/、/tsi/、 /si/、/zi/ |                          | 字母C 讀成 xi                   | 普通话尖团合流                      | 多见于南方 |
| 以汉语近似音节代替                                                                                 | 舌叶音+/i/ 被 龈颚音+/i/代替                          | /dʒi/、/tʃi/ 、/ʃi/       | /tɕi/、/tɕʰi/ 、/ɕi/     | 字母G被读作ji                   | 普通话中卷舌音无齐齿呼              | 也可能以卷舌音+/eɪ/代替，从而字母G、J相混 |
| 清浊音不分                                                                                         | 浊塞音、塞擦音清化                                    | [b] [d] [d͡ʒ] [z] [ɡ]      | [p] [t] [ʈ͡ʂ~t͡ɕ] [t͡s] [k] |                                 | 普通话无浊塞音、浊塞擦音            | 在江南方言z可能發成[ʑ]，v可能發成[b~β](有濁唇齒擦音者可能發為[v~ʋ])，b可能保持發[b](因部分南方方言有濁雙唇塞音，但雖然有其他濁音，但還是不會發出濁音除了[v]) |
| 不读出同音异位                                                                                     |                                                       | [ɱ]                       | [m]                      |                                 |                                     | |
| 注：表格中英语为普通字体无括号，汉语拼音为斜体，英语国际音标使用双斜杠//，国际音标使用半角方括号[] |                                                       |                           |                          |                                 |                                     | |

除表格中内容外，还有以下语音特点
- 根據英文發音常規讀*
  - pilot /pʰɪ'lɔtʰ/
  - deny /'tɛːnɪ/
- /iː/、/ɪ/混淆*
- /ɒ/、/ɔ/、/əu/混淆*
  - lord /lɔːt(ə)/
  - lot /'lɔtʰ(ə)/
  - not /'nɔtʰ(ə)/
  - note /'nɔːtʰ(ə)/
- /ʃ/、/s/、/ɕ/之間的混淆#
  - Sh /ʃ/ 讀成 /ɕy/ （xu，ㄒㄩ）
  - Ch /tʃ/ 读成 /tɕy/ （qu，ㄑㄩ）
  - si /si/ 讀成 /ɕi/（xi，ㄒㄧ）
- 增添、刪除/ɻ/音#
- 語調一律為降調。*
- 将一些清辅音发出声音来且发出汉语音调的第三调（上声）
  - s 读成 sǐ（ㄙˇ）
  - f 读成 fǔ（ㄈㄨˇ）
  - Sh /ʃ/ 讀成 xǔ （ㄒㄩˇ）
  - Ch /tʃ/ 读成 qǔ（ㄑㄩˇ）

當然以上各項舉例並非所有人都有，有的也並非所有項都有。
- *項多發於在鄉村學校中學習英語的人羣
- #項多發於中年人羣。
- 第4项则可能会有一些把中文翘舌音（比如汉语拼音ch、sh、zh）读成平舌音的人发出。
- 在發達、較發達城市中接受教育的大多能較好掌握英式或美式發音。[來源請求]

## 詞彙
構詞
- 网民 netizen: net（网）+ -izen（居住者）（此字已經成為正式詞彙[1]）
- 蛋疼 testisache: testis（睾丸）+ache（疼痛），当然更常见的用法是 eggpain/eggache
- 打醬油的人 soy-fetcher: soy （黄豆、酱油味的）+fetcher（取某物之人）
- 給力的 geilivable: 给力（拼音）+v（无义，取 believable 的拼写风格）+able（可...的），反义词（不给力的）前缀 un-

拼音
- 关系 guanxi（此字已經成為正式詞彙[2]）
- 面子 mianzi
- 李华 Li Hua
- 李剛 Li Gang

过时或罕用词汇
- shroff（收银台）（港式英語）
- chop（印章）
- down with（打倒）
- pupil（小学生）

漢語逐詞直譯
- coffee bar（咖啡吧）
- god of water（水神）
- Good good study, day day up. （好好學習，天天向上。）
- large heavy-duty motorcycle（大型重型機車）[3]
- leave me away （离我远去）
- people mountain people sea (人山人海)
- paper tiger（纸老虎）（此字已經成為正式詞彙[4]）
- Long time no see（好久不見，但是否为源自华人的“中式英语”则有争议）（此字已經成為正式詞彙[5]）
- You dida-dida me I huala-huala you（滴水之恩当以涌泉相报）（直譯：你滴答滴答我，我嘩啦嘩啦你）

拼音与逐字直译混杂成语
- No zuo no die （不作死就不会死）
- f**k noodle / Dry noodle（干面）（因簡體字將「乾」和「幹」合併成「干」而出現的翻譯錯誤）

近義詞以及介詞比較混淆：例如see、watch、look之類的，有時甚至在其他英語使用者看來是荒謬的，比如look film、marry with...等。

## 語法

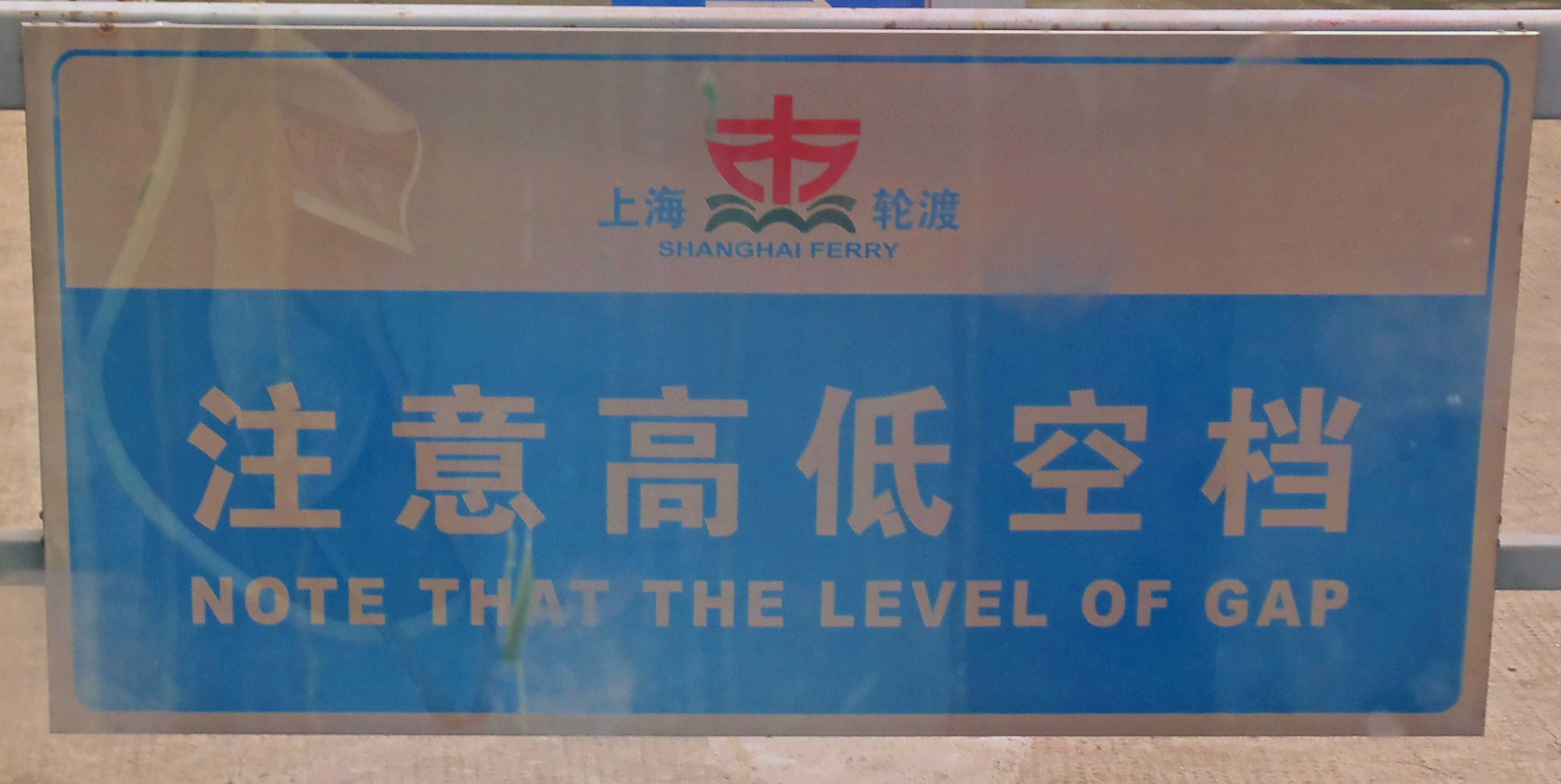
上海一個翻譯錯誤的警告標示：
Note that the level of gap.
應為：“Mind the gap.”

中式英語有時會採用漢語語序，比如時間狀語前置「I tomorrow go to Shanghai」（我明天要去上海）。有些習語採用漢語語法，比如「I'll give you some color to see see」（我要給你點顏色看看）。
新加坡跟馬來西亞華人姓名轉寫英文拼法亦同，例如新加坡肇建者李光耀（Lee Kuan Yew）跟馬來西亞羽球好手李宗伟（Lee Chong Wei），實際上並不符合英文文法。
由於教材的原因，學校教授过于正式或仅限于部分地区或社会阶层用语，而学生不择场合的将这些用法用在其他场合。此外，英语课本中经常以硬背方法教授标准对话，例如“How are you?”“I'm fine, thank you, and you?”之类的固定搭配套路，而事实上英文中的对答方式有多种。
在現代英語國家，聖誕節的傳統賀詞「Merry Christmas」在社會上已廣泛地因「政治正確」而以「Happy Holidays」來代替，以避免提及基督「Christ」而避諱宗教色彩；然而在華人社會中，「Merry Christmas」仍然是非常主流的聖誕節問候語，而「Happy Holidays」則很少有人使用。

## 與汉字式英语的區別
汉字式英语（Chinese-Ordered English）有时也被稱為中式英語，但彼此兩者之間決然不同。Chinglish總體上指的是尊重正常英語的語法和習慣的，只是擁有些特殊的语音、詞彙、短語以及用法，與其他英語方言間一定程度可以相互溝通。
而汉字式英语是完全一字一句將漢語直譯為英語的英語，有大量的語法、詞彙錯誤，與其他英語方言几乎无法溝通。